# Християнсько-демократична партія (Чилі)
Християнсько-демократична партія, ХДП (ісп. Partido Demócrata Cristiano) — одна з провідних політичних партій Чилі. Входить до Центристського демократичного інтернаціоналу.
Основою її ідеології є «християнський гуманізм», як альтернатива «дикому капіталізму» і «матеріалістичному марксизму». Протягом своєї історії представляла інтереси значної частини середнього класу і підприємницьких кіл.
Заснована 28 липня 1957 на базі Національної фаланги і Соціал-християнської консервативної партії.
На президентських виборах в 1958 році лідер ХДП Едуардо Фрей Монтальва набрав 20,7% голосів і посів третє місце.

## Президенти Чилівід ХДП
- Едуардо Фрей Монтальва 1964—1970
- Патрісіо Айлвін 1990—1994
- Едуардо Фрей Руіс-Тагле 1994—2000